# Maman est étudiante
Pour plus de détails, voir Fiche technique et Distribution.
Maman est étudiante (Mother Is a Freshman) est un film américain en Technicolor réalisé par Lloyd Bacon, sorti en 1949.

## Synopsis
Une jeune veuve new-yorkaise entre à l'université avec sa fille de dix-sept ans. Elles tombent toutes deux amoureuses du professeur d'anglais Richard Michaels. Le professeur jette son dévolu sur la mère, mais celle-ci décide de laisser la place à sa fille. Richard ne l’entend pas de cette oreille.

## Fiche technique
- Titre : Maman est étudiante
- Titre original : Mother Is a Freshman
- Réalisation : Lloyd Bacon
- Scénario : Raphael Blau, Mary Loos et Richard Sale
- Musique : Alfred Newman
- Costumes : Kay Nelson
- Photographie : Arthur E. Arling
- Montage : William Reynolds
- Producteur : Walter Morosco
- Société de production et de distribution : 20th Century Fox
- Pays de production :  États-Unis
- Langue originale : anglais américain
- Format : couleur (Technicolor) — 35 mm — 1,37:1 — son : mono (Western Electric Recording)
- Genre : comédie romantique
- Durée : 81 minutes
- Dates de sortie :	
  - États-Unis : 3 décembre 1949
  - France : 19 janvier 1951

## Distribution
- Loretta Young : Abigail Fortitude Abbott
- Van Johnson : Professeur Richard Michaels
- Rudy Vallee : John Heaslip
- Barbara Lawrence : Louise Sharpe
- Robert Arthur : Beaumont Jackson
- Betty Lynn : Susan Abbott
- Griff Barnett : Dean Gillingham
- Kathleen Hughes : Rhoda Adams